# Otto Boelitz

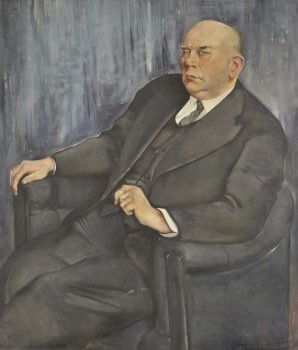
Willy Jaeckel: Otto Boelitz, 1932

Otto Boelitz (* 18. April 1876 in Wesel; † 29. Dezember 1951 in Düsseldorf) war ein deutscher Pädagoge und Politiker (DVP, später CDU). Er war von 1921 bis 1925 preußischer Kultusminister und von 1930 bis 1934 Direktor des Ibero-Amerikanischen Instituts in Berlin.

## Leben und Beruf
Otto Boelitz entstammte einer Pastorenfamilie – sein Vater war Paul Boelitz – mit sieben Geschwistern; sein Bruder war der spätere Dichter und Schriftsteller Martin Boelitz. Nach dem Abitur 1896 studierte Otto Boelitz Theologie und Philosophie in Berlin, Halle (Saale) und Bonn, promovierte zum Dr. phil. und trat anschließend in den höheren Schuldienst ein. Er war seit 1904 Lehrer an einer Oberrealschule in Bochum, unterrichtete seit 1905 am deutschen Realgymnasium in Brüssel und wurde 1909 Direktor der deutschen militärberechtigten Realschule in Barcelona. Von 1915 bis 1921 war er Rektor des Archigymnasiums Soest.
Boelitz war Mitglied der Reichsschulkonferenz und seit 1926 Präsident des Bühnenvolkbundes. 1927 verbrachte er längere Zeit in Südamerika. Boelitz wurde 1930 zum Direktor des Ibero-Amerikanischen Instituts (IAI) in Berlin ernannt, dessen Gründung er als Kultusminister 1925 mit initiiert hatte. Er musste seinen Posten nach der nationalsozialistischen Machtergreifung am 31. März 1934 niederlegen. 

## Politik

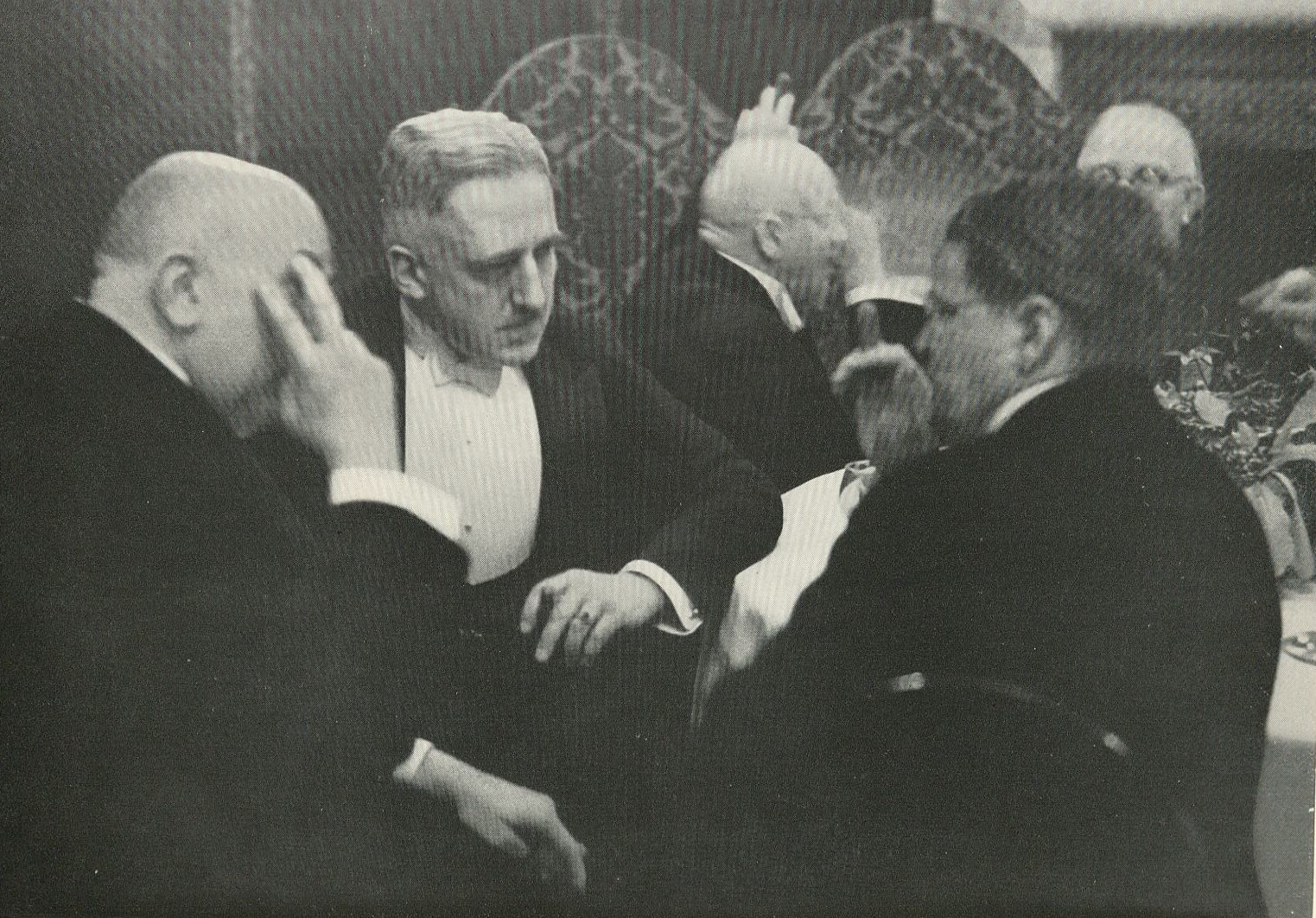
Otto Boelitz links, mit Conrad von Borsig und Otto Meissner, circa 1930

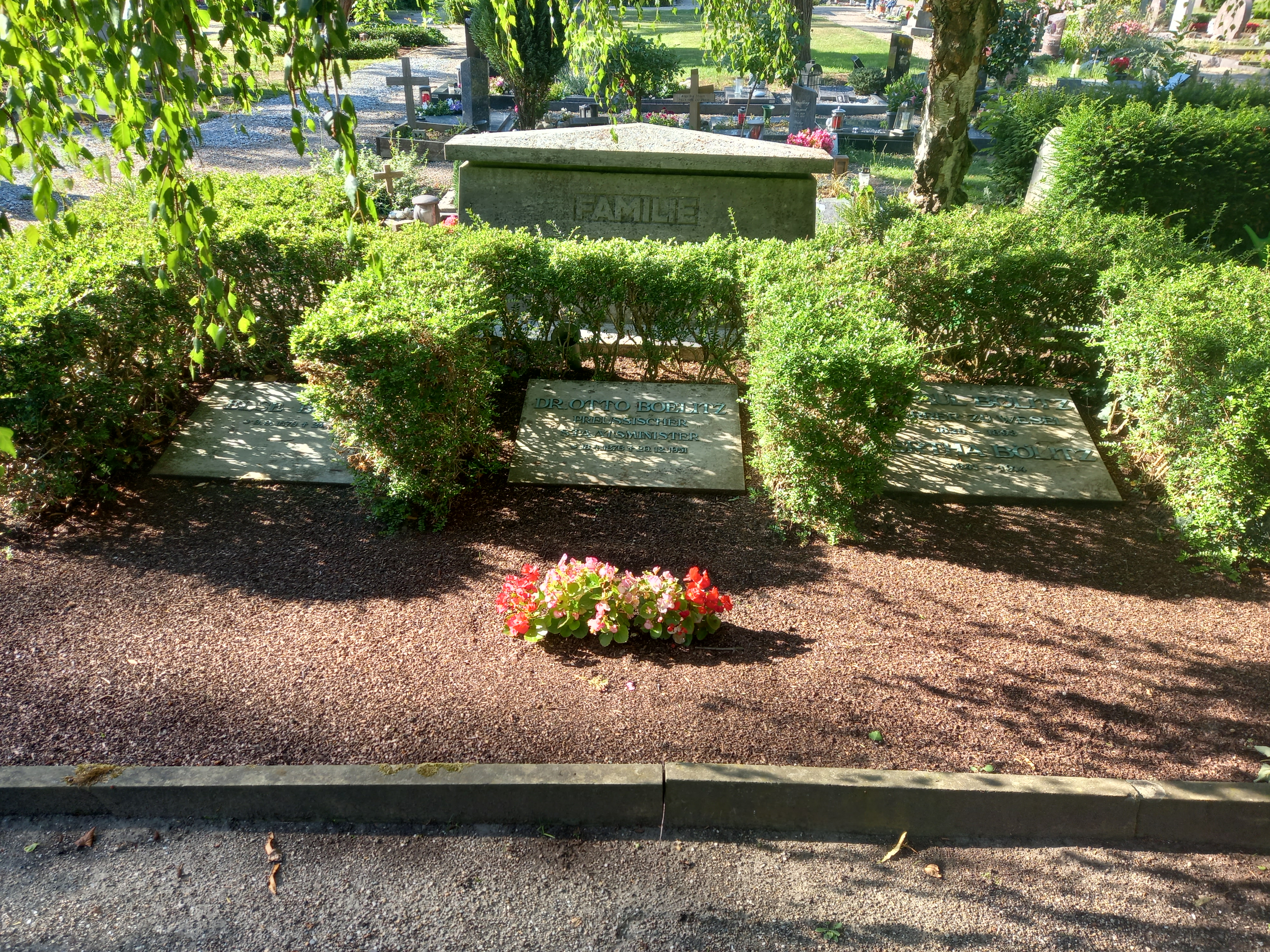
Das Grab von Otto Boelitz im Familiengrab auf dem Friedhof an der Caspar-Baur-Straße in Wesel

1918 wurde Boelitz in den Vorstand des Bürgerausschusses und zum Vorsitzenden der DVP in Soest gewählt. Boelitz war von 1919 bis 1921 Mitglied der Verfassunggebenden Preußischen Landesversammlung, gehörte anschließend bis 1932 dem Preußischen Landtag an und war dort kulturpolitischer Sprecher der DVP-Fraktion. Vom 17. November 1921 bis zum 6. Januar 1925 war er preußischer Minister für Wissenschaft, Kunst und Volksbildung in der von Ministerpräsident Otto Braun geführten Landesregierung. Er gehörte trotzdem zu den Republikfeinden.

## Nach 1945
Nach dem Zweiten Weltkrieg beteiligte sich Boelitz an der Gründung der CDU in Westfalen. 1945 war er Mitbegründer der Tageszeitung Westfalenpost.

## Schriften
- Kausalität und Notwendigkeit in Émile Boutroux Lehre von der Kontingenz: ein Beitrag zur Geschichte der neuesten französischen Philosophie. Leipzig 1907
- Die Lehre vom Zufall bei Émile Boutroux: ein Beitrag zur Geschichte der neuesten französischen Philosophie. Leipzig 1907
- Preußens Zerstückelung – Deutschlands Untergang. 2. Aufl., Berlin 1919
- Preußen und der Einheitsstaat. Berlin 1920
- Die Kulturpolitik im Programm der Deutschen Volkspartei. Berlin 1919
- Abbau und Aufbau unseres Bildungswesens?, Leipzig 1924
- Der Aufbau des preußischen Bildungswesens nach der Staatsumwälzung. Leipzig 1924 (Digitalisat).
- Die Bewegungen im deutschen Bildungsleben und die deutsche Bildungseinheit. Leipzig 1926 (Digitalisat).
- Der Charakter der höheren Schule. Leipzig 1926 (Digitalisat).
- Das Grenz- und Auslanddeutschtum: Seine Geschichte und seine Bedeutung. Oldenbourg, München/Berlin 1926
- La instrucción pública alemana después de la guerra.
- Grundsätzliches zur Kulturlage der Gegenwart. Berlin 1931
- El actual intercambio cultural entre Ibero-América y Alemania

## Belege
1. ↑  Agnes Blänsdorf (2004)

| Personendaten    | Personendaten                                                           |
| ---------------- | ----------------------------------------------------------------------- |
| NAME             | Boelitz, Otto                                                           |
| KURZBESCHREIBUNG | deutscher Pädagoge und Politiker (DVP, CDU), preußischer Staatsminister |
| GEBURTSDATUM     | 18. April 1876                                                          |
| GEBURTSORT       | Wesel                                                                   |
| STERBEDATUM      | 29. Dezember 1951                                                       |
| STERBEORT        | Düsseldorf                                                              |